# 2034年亚洲运动会
2034年亞洲運動會（羅馬化：Dawrat al-ʼAl‘ab al-Asīawīah 2034）又稱為第22屆亞運會（羅馬化：Al 22 mn-Alīsyad）或利雅德2034，是將會於沙烏地阿拉伯利雅德舉辦的亞運會，也將會是利雅德首次主辦亞運會。
亞奧理事會於2020年12月16日在阿曼馬斯喀特舉行的第39次全體大會選出利雅德為第22屆亞洲運動會主辦城市，而唯一的申辦對手卡塔爾多哈則主辦2030年亞洲運動會。

## 申辦城市
| 候選城市 | 國家奧委會   | 第一輪 | 結果                       |
| 多哈     |              | 27     | 多哈主辦2030年亞洲運動會   |
| 利雅德   | 沙烏地阿拉伯 | 10     | 利雅德主辦2034年亞洲運動會 |
| 棄權     | 棄權         | 8      |                            |

## 外部連結
- 2034年利雅德亞運會官方網站 （页面存档备份，存于）

| 前任： 多哈 | 亞洲運動會 利雅德 XXII Asiad (2034) | 繼任： 2038年亞洲運動會 |